# Frankenia hirsuta
Espèce
Classification phylogénétique
La Frankénie hirsute, Frankenia hirsuta est une espèce de plante vivace de la famille des Frankeniaceae, originaire de l'est du bassin Méditerranéen.

## Synonymes
- Frankenia intermedia DC
- Frankenia hispida DC
- Franca thymifolia Vis., 1871
- Frankenia aucheri Jaub. & Spach, 1844
- Frankenia bianoriiSennen & Pau
- Frankenia laevis var. cineracens Moris
- Frankenia narynensis Botsch., 1948

## Description
C'est une plante herbacée, formant des touffes denses, aux fleurs blanches rosées.
La floraison a lieu de mai à août.

## Répartition
Frankenia hirsuta est présente sur le littoral méditerranéen.